# فردی گروفی
فِرْدی گروفِـی (انگلیسی: Ferde Grofé؛ ‏ ‎/ˈfərdiː ˈɡroʊfeɪ/‎؛ ‏ ۲۷ مارس ۱۸۹۲ – ۳ آوریل ۱۹۷۲) نوازنده پیانو، آهنگساز، موسیقی‌دان، رهبر ارکستر و تنظیم‌کننده اهل ایالات متحده آمریکا بود. ارکستراسیون نخستین اجرای راپسودی آبی اثر جرج گرشوین در سال ۱۹۲۴ توسط او انجام شد. وی همچنین از سال ۱۹۲۰ تا ۱۹۳۲  تنظیم‌کننده اصلی آثار پل وایتمن بود و در ارکستر او پیانو می‌نواخت.
از فیلم‌هایی که وی در آن‌ها نقش داشته است، می‌توان به خواب زودهنگام، دایموند جیم و داستان کریسمس اشاره نمود. او تنظیم‌کننده موسیقی فیلم سلطان جاز بود.